# NGC 6946
NGC 6946，又称焰火星系（英語：Fireworks galaxy）、Arp 29和Caldwell 12"，为一个距地球約一千萬光年的中間螺旋星系，位於仙王座和天鵝座交界處，由威廉·赫歇爾在1798年9月9日發現。NGC 6946因為緊挨著銀道面，因此受到銀河系的星際物質嚴重的遮蔽。

## 超新星
在20世纪和21世纪早期，人类共记录了NGC 6946中的10次超新星爆发：SN 1917A、SN 1939C、SN 1948B、SN 1968D、SN 1969P、SN 1980K、SN 2002hh、SN 2004et、SN 2008S和SN 2017eaw。虽然其恒星数量仅为银河系恒星数量的一半，但其超新星爆发频率超过银河系的十倍。因此，NGC 6946有时被称为“烟花星系”。
2004年9月27日，II型超新星SN 2004et被发现。发现时，其视星等仅为15.2，但其视星等随后达到12.7。 先前拍摄的图像显示超新星于该年9月22日爆发。

## 外部連結
- SEDS: Spiral Galaxy NGC 6946
- NGC6946
- High resolved image acquired with a semiprofessional amateur-telescope